# Gerre de' Caprioli
Gerre de' Caprioli är en ort och kommun i provinsen Cremona i regionen Lombardiet i Italien. Kommunen hade 1 329 invånare (2018).